# An Encyclopaedia of Plants (ed. 2)
An Encyclopaedia of Plants (ed. 2) (abreviado Encycl. Pl. (ed. 2)) es un libro con ilustraciones y descripciones botánicas que fue escrito por el botánico y arquitecto paisajista escocés John Claudius Loudon. Fue publicado en Londres en el año 1841.
La primera edición, An Encyclopaedia of Plants (abreviado Encycl. Pl.), fue publicada en 1829 mientras que la siguiente en 1855: An Encyclopaedia of Plants (new edition, 1855) (abreviado Encycl. Pl. (new ed., 1855)).